# 우에다 레이나
우에다 레이나(일본어: 上田 麗奈, 1994년 1월 17일 ~)는 일본의 여성 성우이다. 81 프로듀스 소속. 도야마현 출신.

## 인물소개
- 2011년 '제5회 81 오디션'에서 특별상을 수상[1] 하고 81 프로듀스에 소속되었다.
- 성우 유닛 '애니소니아' 멤버로 활동.

## 출연작품
※ 주요 역할은 굵은 글자로 표시

### TV 애니메이션
2012년
- 바쿠만 3 (여자)
- 요르문간드 PERFECT ORDER (엘레나 바브린, CIA 직원)
- 이나즈마 일레븐 GO 크로노스톤 (아이)

2013년
- 논논비요리 (아나운서)
- 다마고치! 미라클 프렌즈 (클라리슷치)
- 단재분리의 크라임엣지 (여학생)
- 도쿄 레이븐즈 (후배 여자A, 학생)
- 사사미양@노력하지 않아 (학급 친구E)
- 이나즈마 일레븐 GO 갤럭시 (카트라 페이지)
- 인피니트 스트라토스 2 (타카츠키 시즈네, 소녀)
- 쥬얼펫 해피니스 (손님1)
- 찾아보자! 부활동 이야기 (소노다 모브코[2], 소노다 모브에, 소노다 모브미, 소노다 모브요, 소노다 모브노, 소노다 모브호 외 자매 12명, 기타 엑스트라)
- 카드파이트!! 뱅가드 링크 조커편 (이와세, 여자B, 치어리더B, 나가시로 마키, 쿠민, 케티)
- THE UNLIMITED - 효부 쿄스케 (아이)

2014년
- 니세코이 (여학생)
- 도쿄 레이븐즈 (여학생)
- 아이카츠! (여자아이)
- 찾아보자! 부활동 이야기 앙코르 (소노다 모브코[2], 소노다 모브에, 소노다 모브미, 소노다 모브요, 소노다 모브노, 소노다 모브호, 소노다 모브카, 소노다 모브타로, 소노다 모브지로, 소노다 모브자에몬 외 자매 8명, 기타 엑스트라)
- 카드 파이트!! 뱅가드 링크 조커편 (형〈어린 시절〉)
- 카드 파이트!! 뱅가드 레기온 메이트편 (여학생B)
- 하나야마타 (세키야 나루[3])
- GO-GO 다마고치! (스즈네)

2015년
- 아이카츠! (하나와 야요이)

2016년
- 아이카츠 스타즈! (시로가네 리리)
- 포켓몬스터 썬&문 (마오)

2019년 
•귀멸의 칼날 (츠유리 카나오)

### OVA
2012년
- 유성 렌즈 (여자)

2013년
- 나조토키 공주는 명탐정♥ (여학생)

### 게임
2013년
- 아이돌 마스터 밀리언 라이브! (코우사카 우미)
- 카드파이트!! 뱅가드 라이드 투 빅토리!! (하나사키 메구미)

2014년
- 나의 시체를 넘어서 가라 2
- 카드파이트!! 뱅가드 록 온 빅토리!! (하나사키 메구미[4])

2018년
- 별의 커비 스타 얼라이즈 (프랑 키스)
- 슈퍼 스매시브라더스 얼티밋 (식스테일、나시)

2022년
- 승리의 여신: 니케 (홍련)

2023년
- 동방 환상 이클립스 (코치야 사나에)

### 극장판 애니메이션
2013년
- 극장판 마법소녀 마도카☆마기카 신편 반역의 이야기 (여자)
- 리틀 위치 아카데미아 (학생)

2014년
- 하모니 (마키나 쥬리[5])

2017년
- 극장판 에그엔젤 코코밍:푸르밍과 두근두근 코코밍 세계(키노우치 마이)

2020년
- 귀멸의 칼날: 주합회의·나비저택 편(츠유리 카나오)
- 귀멸의 칼날: 나타구모산 편(츠유리 카나오)

2021년
- 기동전사 건담: 섬광의 하사웨이(기기 안달루시아)

2023년
- 극장판 여성향 게임의 파멸 플래그밖에 없는 악역 영애로 환생해버렸다...(하티)
- 마보로시(사가미 무츠미)

2024년
- 나 혼자만 레벨업 -리어웨이크닝-

2025년
- 극장판 프로젝트 세카이 부서진 세카이와 전해지지 않는 미쿠의 노래(모치즈키 호나미)

### 라디오
- 초A&G 81 하극상 라디오 ole! 레오 (분카방송 초! A&G+ : 2012년 10월 ~ 2013년 9월, 퍼스널리티) ※ 격주 방송
- 일본 낭독 아카데미 (라디오 오사카 : 2013년 12월 5일 ~ , 교대 방식 퍼스널리티) ※ 성우 8명이 매주 돌아가며 담당

### 텔레비전
- 애니메DON! (테레비 도쿄 : 2013년 ~ , 출연자[6])
- 보이스 아카데미아 (BS 후지 : 2013년 10월 6일, 14회 게스트)

### CD

#### 음악 CD
- THE IDOLM@STER LIVE THE@TER PERFORMANCE 01 Thank You!
- THE IDOLM@STER LIVE THE@TER PERFORMANCE 10
- 찾아보자! 부활동 앙코르 관련 악곡집 '찾아보자! 노래 이야기 앙코르'

### 기타
2012년
- 재팬 애니송 컵 2012 (출연자)

2013년
- 도쿄 국제 애니메이션 페어 2013을 알 수 있는 방송 결정판 - 여기가 미래. (리포터)